# Adam Niemiec
 Adam Niemiec (ur. 8 września 1947 w Milanówku) – polski koszykarz występujący na pozycji skrzydłowego, inżynier, olimpijczyk z Meksyku 1968.

## Życiorys
Ukończył VI Liceum Ogólnokształcące im. Tadeusza Reytana w Warszawie (1965) i Wydział Inżynierii Sanitarnej i Wodnej Politechniki Warszawskiej (1970). Zawodnik klubu AZS Warszawa. W reprezentacji narodowej rozegrał 62 spotkania, zdobywając 133 punkty.
Na igrzyskach olimpijskich w 1968 roku był członkiem polskiej drużyny, która zajęła 6. miejsce.

## Osiągnięcia sportowe
Na podstawie, o ile nie zaznaczono inaczej.
Drużynowe
- Mistrz Polski (1967)

Reprezentacja
- Uczestnik:
  - igrzysk olimpijskich (1968 – 6. miejsce)
  - mistrzostw Europy:
    - 1969 – (4. miejsce)
    - U–18[4] (1964 – 6. miejsce)[5]

  - kwalifikacji do igrzysk olimpijskich (1968, 1972)